# Ворстенбос
Ворстенбос (нід. Vorstenbosch) — село в нідерландській провінції Північний Брабант. Входить до муніципалітету Бернгезе.
Його площа становить 4,73 км², а населення станом на 2021 рік складало 715 осіб.
Перша згадка про населений пункт датується 1485 роком.

## Галерея

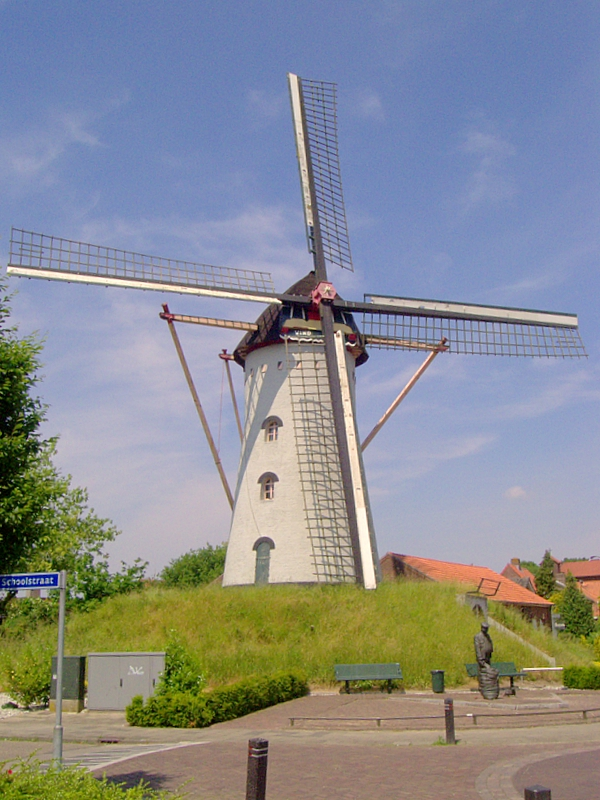
Вітряк Windlust
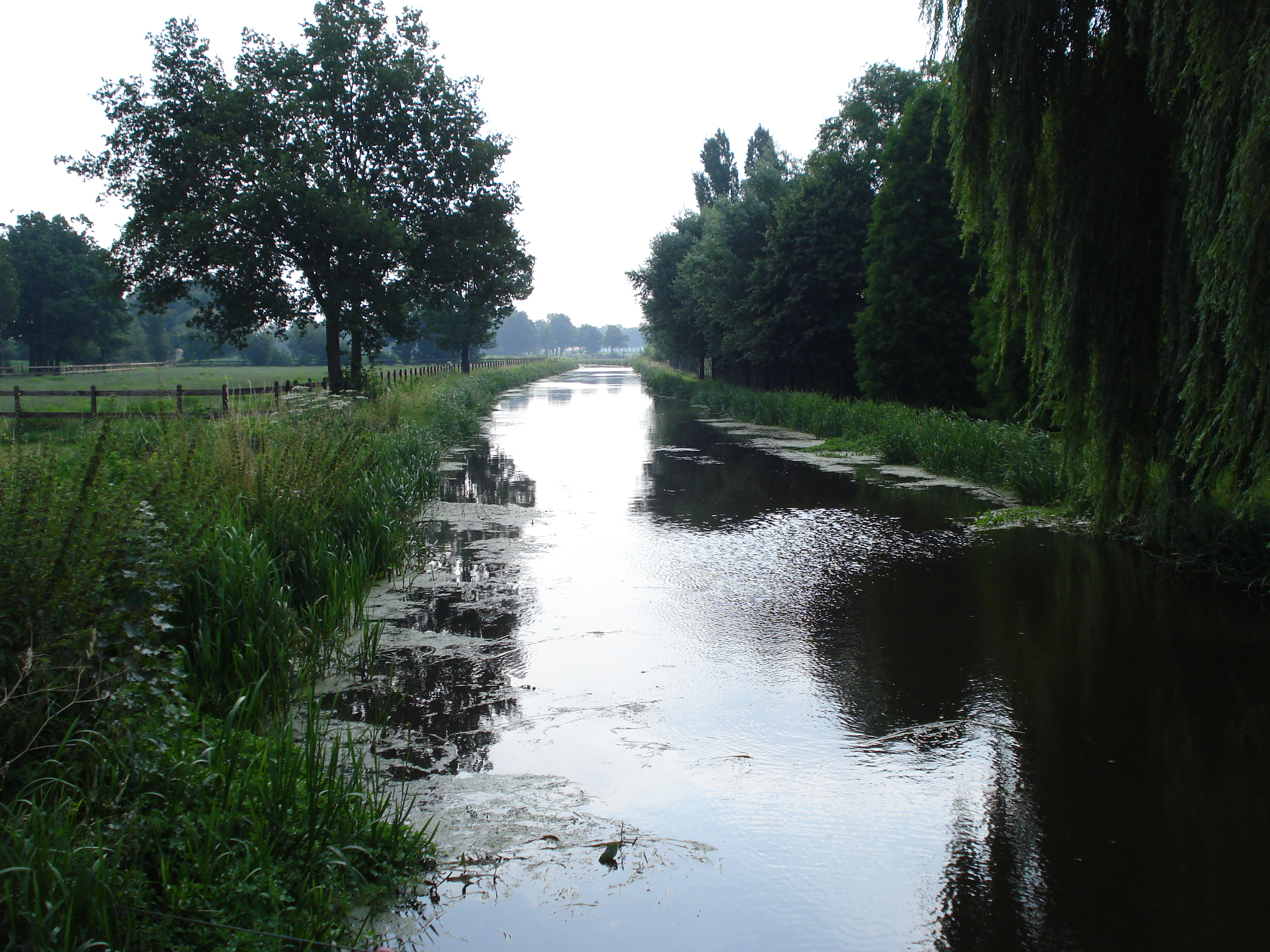
Природа навколо Ворстенбоса